# Beleg van Tsjernihiv
Het beleg van Tsjernihiv was een militair gevecht in de stad Tsjernihiv, in de oblast Tsjernihiv in het noorden van Oekraïne. Het begon op 24 februari 2022, als onderdeel van het offensief in Noordoost-Oekraïne, tijdens de Russische invasie van Oekraïne in 2022. Op 4 april 2022 verklaarden de Oekraïense autoriteiten dat het Russische leger de oblast Tsjernihiv had verlaten.

## Eerste gevecht
Op 24 februari 2022, om 03:27 OET (UTC+2), gaven een kapitein en een korporaal van de Russische 11e Garde Air Assault Brigade zich over aan elementen van de Oekraïense krijgsmacht nabij Tsjernihiv. Op dezelfde dag beweerde Oekraïne dat een verkenningspeloton van de Russische 74e Garde Motor Rifle Brigade zich had overgegeven.
Vijf uur later sloeg het Oekraïense leger een Russische aanval in Tsjernihiv af en nam Russische uitrusting en documenten in beslag. Volgens het Britse Ministerie van Defensie waren de Russische troepen er niet in geslaagd de stad in te nemen en kozen ze ervoor om de stad te omzeilen via een alternatieve route naar Kiev. Oekraïense functionarissen meldden dat de Russische troepen op weg waren naar de nabijgelegen steden Sedniv en Semenivka.

## Belegering
Op 25 februari 2022 maakte het Russische ministerie van Defensie bekend dat Russische troepen Tsjernihiv hadden omsingeld en de stad belegerden. De volgende dag claimden Oekraïense troepen de nederlaag van een Russische militaire eenheid die probeerde de stad in te nemen. Verschillende Russische tanks zouden door Oekraïense troepen in beslag zijn genomen. De Oekraïense regering meldde ook dat Russische BM-21 Grad meervoudige raketwerpers (MRL) ziekenhuizen en kleuterscholen in Tsjernihiv hadden geraakt, hoewel deze bewering niet onafhankelijk kon worden geverifieerd.
Op 27 februari meldden Oekraïense functionarissen dat Russische troepen het grootste deel van het stadscentrum van Tsjernihiv met raketten hadden beschadigd. Daarbij zou de historische Sjtsjors-bioscoop zijn vernietigd. De Russen beweerden later dat ze de stad volledig hadden geblokkeerd. Oekraïense bronnen beweerden dat er 56 Russische brandstoftrucks werden vernietigd door Oekraïense troepen.
Op 28 februari kwam het dorp Kyinka onder vuur te liggen. Bij de aanval werd gebruikgemaakt van munitie die volgens internationale overeenkomsten verboden was. Saboteurs probeerden met de steun van gepantserde voertuigen Tsjernihiv in te vallen; ze werden gevonden en gedood in de buitenwijken van Tsjernihiv.
Op 1 maart verklaarden Oekraïense functionarissen dat Wit-Rusland zich bij de Russische invasie had aangesloten en een colonne militaire voertuigen vanuit de Wit-Russische stad Grodno naar Tsjernihiv stuurde. Amerikaanse functionarissen waren het niet eens met deze bewering en verklaarden dat er "geen indicatie" was dat Wit-Rusland was binnengevallen. Vjatsjeslav Tsjaoes, de gouverneur van de oblast Tsjernihiv, verklaarde dat elk toegangspunt tot de stad zwaar ondermijnd was.
Op 2 maart voorspelde de burgemeester van Tsjernihiv, Vladyslav Atroshenko, dat stedelijke oorlogvoering in de stad mogelijk was. Volgens het hoofd van de gezondheidsadministratie, Serhiy Pivovar, hadden twee raketten overdag een ziekenhuis in de stad geraakt.
Op 3 maart zou een Russische luchtaanval woongebouwen en twee scholen hebben getroffen. Er werden ongeveer 47 mensen gedood.
Op 5 maart schoot het Oekraïense leger in Masany, een buitenwijk van Tsjernihiv, een Russisch aanvalsvliegtuig neer; beide piloten werden gevangengenomen.

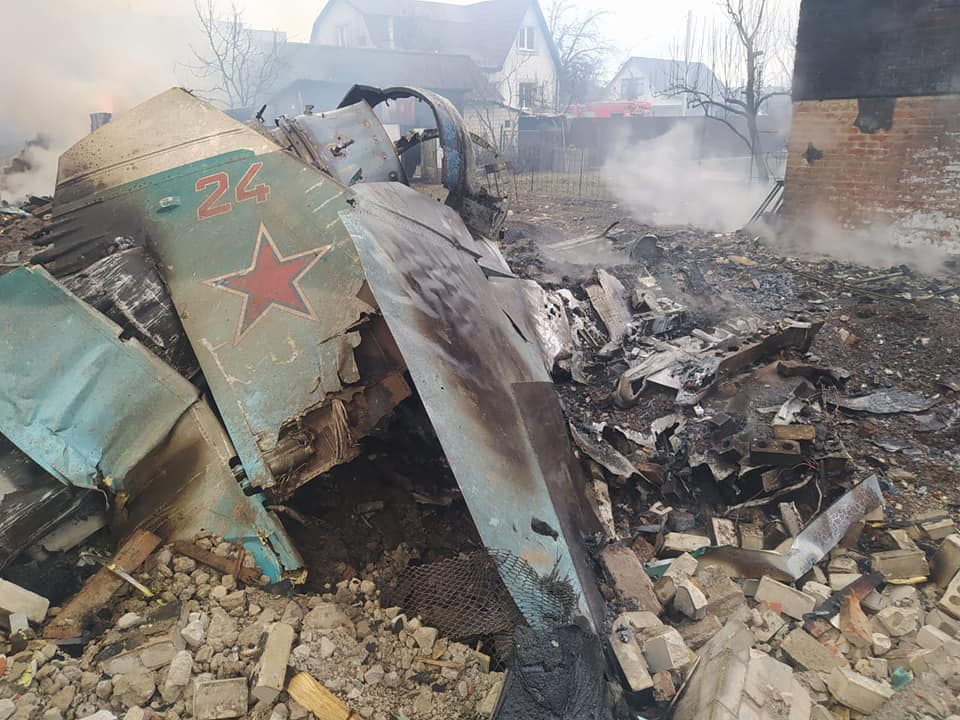
Russisch vliegtuig neergeschoten op 5 maart 2022

Op 6 maart zaten er 141 nederzettingen in de regio zonder elektriciteit. De aanvallen gingen door en de Russische luchtmacht wierp zware bommen af op woongebouwen die bedoeld waren als versterkingen. De stad ontving humanitaire hulp (voedsel, medicijnen, enz.). Vanwege de dreiging van beschietingen werden de vrachtwagens direct gelost.
Op 10 maart zei burgemeester Atrosjenko dat de Russische troepen de omsingeling van Tsjernihiv hadden voltooid. Hij voegde hieraan toe dat de stad volledig geïsoleerd was en dat de kritieke infrastructuur voor de 300.000 inwoners van de stad herhaaldelijk werd gebombardeerd. Een Russische luchtaanval beschadigde ook de Tjernihiv Arena.
Op 11 maart werden het Tsjernihivstadion en een bibliotheek zwaar beschadigd door een Russische luchtaanval. Het gebouw "Hotel Oekraïne" in de stad werd op 12 maart verwoest. Oekraïense troepen beweerden later een Russische raketeenheid te hebben vernietigd die de stad had beschoten, waarbij enkele Russische troepen zich overgaven.
Op 13 maart trof een Russische luchtaanval om 05:46 een slaapzaal, waarbij vijf burgers omkwamen volgens de staatsnooddiensten. Oekraïense troepen beweerden later een Russisch gevechtsvliegtuig te hebben neergeschoten tijdens het bombarderen van Tsjernihiv. Op 14 maart verklaarde Gouverneur Tsjaoes dat Russische luchtaanvallen de Polytechnische Nationale Universiteit van Tsjernihiv hadden vernietigd. Het bureau van de procureur-generaal van Oekraïne verklaarde dat tien burgers werden gedood tijdens de beschietingen op de stad.
Op 25 maart meldden Oekraïense autoriteiten dat Russische troepen Tsjernihiv hadden afgesneden na de vernietiging van een verkeersbrug over de Desna in het zuiden, terwijl pogingen om de stad volledig te omsingelen niet succesvol waren.
Op 30 maart 2022 werd de Regionale Universele Wetenschappelijke Bibliotheek Korolenko Tsjernihiv gebombardeerd, samen met de markt in het stadscentrum. Ook een gespecialiseerde tafeltennishal in het Chimik Sportcomplex werd getroffen door het Russische leger. De bezetters mikten op het sportcomplex, maar de raket bereikte het gebouw niet, maar liet een trechter achter op het nabijgelegen sportveld. De diepte van de trechter bereikte ongeveer tien meter. Het Chimik-sportcomplex liep ernstige schade op – alle ramen waren gebroken, het gips was afgebrokkeld, tafels, vloer, plafond en elektrische apparatuur waren beschadigd. Het centrum voor tafeltennis was niet meer functioneel.
Op 31 maart heroverde het Oekraïense leger de snelweg M01, die Kiev en Tsjernihiv met elkaar verbindt, waarmee een einde kwam aan het beleg. De burgemeester maakte melding van de eerste rustige nacht sinds het begin van de oorlog.
Op 1 april meldde Oekraïne dat Russische troepen zich terugtrokken uit de oblast Tsjernihiv.
Op 2 april heeft het Oekraïense leger naar verluidt het dorp Sjestovytsia heroverd, nadat het eerder het dorp Sloboda had heroverd.
Op 4 april heroverde het Oekraïense leger de dorpen Kolytsjivka, Yahidne en Ivanivka. Gouverneur Tsjaoes verklaarde dat het Russische leger de oblast Tsjernihiv had verlaten, maar dat het in veel gebieden landmijnen had geplant.
Op 5 april voltooide Rusland hun terugtrekking uit de oblast Tsjernihiv, waarmee definitief een einde kwam aan de gevechten in de regio.

## Slachtoffers
Op 2 maart berichtte The Kyiv Independent over een WhatsApp-audiobericht dat zou zijn opgenomen door een vrouw uit Aleysk, Rusland. De vrouw verklaarde dat bijna de gehele "tankbrigade", onderdeel van de 35e Garde Motor Rifle Brigade, die is gebaseerd in Aleysk, was omgekomen in de strijd bij Tsjernihiv; slechts 18 soldaten van de oorspronkelijke 150 overleefden de strijd. De vrouw beschreef de omgekomen soldaten als "meestal zeer jonge mannen". De vrouw verklaarde dat er op de dag van haar bericht 45 doodskisten werden verwacht.
Op 3 maart kwamen 47 mensen om het leven, terwijl 18 anderen gewond raakten bij een Russische bomaanslag die woonwijken en verschillende scholen trof.
Het regionale parket van Tsjernihiv verklaarde dat op 15 maart ten minste 113 Oekraïense soldaten en 105 burgers, waaronder vijf politieagenten, waren gedood.
Op 16 maart beweerden Oekraïense en Amerikaanse functionarissen dat Russische troepen een groep burgers aanvielen die in een rij stonden te wachten, waarbij 10 doden vielen. De gouverneur van de oblast Tsjernihiv, Vjatsjeslav Tsjaoes, verklaarde op 17 maart dat alleen al de dag ervoor in de stad 53 mensen waren omgekomen.